# بن فورد
بن فوورد (انگلیسی: Ben Foord) (۲۱ ژانویه ۱۹۱۳–۲۹ سپتامبر ۱۹۴۲) یک بوکسور وزن متغیر حرفه ای اهل آفریقای جنوبی دهه ۱۹۳۰ و ۱۹۴۰ بود که عنوان قهرمانی در وزن سنگین‌وزن آفریقای جنوبی را به دست آورد. فورد در ۲۹ سپتامبر سال ۱۹۴۲ در سن ۲۹ سالگی در اثر یک تیراندازی تصادفی در گذشت.